# Glaucocharis lunatella
Glaucocharis lunatella là một loài bướm đêm trong họ Crambidae.